# 蘋果大學
37°19′55″N 122°01′52″W / 37.33182°N 122.03118°W
苹果大学（英語：Apple University）是美国苹果公司设立的培养中层员工与管理人员的培训机构。该机构旨在使受培训的成员了解该公司技术与企业文化的方方面面。据相关消息，院长乔尔·波多尼已于2021年12月离职。